# Zlatance
Zlatance (cyr. Златанце) – wieś w Serbii, w okręgu jablanickim, w gminie Crna Trava. W 2011 roku liczyła 85 mieszkańców.